# Контактные линзы Google
Контактные линзы Google — экспериментальное электронное радиопередающее сенсорное устройство на основе контактной линзы для малоинвазивного непрерывного диагностирования такого жизненно важного динамического физиологического показателя обмена веществ, как гликемии (уровня глюкозы в крови) у больных сахарных диабетом посредством измерения его в слёзной жидкости.
Это устройство входит в число упоминаемых в прессе инновационных медицинско-технических разработок отдела биологических исследований американской компьютерной корпорации Google, имеющей опыт инноваций в разных областях жизни — от создания беспилотного легкового автомобиля до разработки также кибернетической ложки Liftware, компенсирующей дрожание держащей руки у страдающих болезнью Паркинсона. Сейчас тестируются прототипы сенсорной линзы. 16 января 2014 года Google объявил, что работает над такой линзой уже 1,5 года.
Не все разработки Google изначально рождались в его стенах — организация отслеживает инновации в интересующих её областях и поддерживает те из них, что считает целесообразными и перспективными в приемлемой для себя форме. Так, в состав Google вошла фирма Lift Labs, создавшая киберложку Liftware. Идея диагностической контактной линзы также была подхвачена Google: авторы идеи Брайан Отис и Бабак Парвиз ранее, работая на кафедре электротехники Университете штата Вашингтон, получили финансирование от государственного Национального научного фонда США и пытались развернуть разработку проекта с Microsoft. Поработав в университете, Бабак Парвиз стал сотрудником Google на период с 2010 по 2014 г., где занимал должности Заслуженного инженера Google и одного из директоров Google [x] (a Google Distinguished Engineer and a Director at Google [x]), а затем перешёл на должность одного из вице-президентов компании Amazon..

## Задача
Разработка малоинвазивных медицинских диагностических технологий призвана облегчить больным жизнь и контроль над своим состоянием в тех его аспектах, которые связаны с болезнью, ведь, например, страдающим сахарным диабетом I типа по нескольку раз в день помимо инъекций инсулина требуется проводить прокалывание кожи для анализа крови глюкометрами, и уменьшение или снятие необходимости диагностических проколов кожи приветствовалось бы каждым из больных.
В связи с практической невозможностью прямого доступа к крови для анализа без прокола кожи и кровеносных сосудов исследователями в течение нескольких десятилетий рассматриваются возможности определения гликемии по другим биологическим жидкостям, производным системы кровообращения. Одной из таких жидкостей является слеза. Слёзная плёнка покрывает переднюю поверхность глазного яблока, предохраняя её от высыхания и микротравм. Контактные линзы постоянно омываются слезой, и её соприкосновение с ними может использоваться для оценки её состава с помощью миниатюрных датчиков, монтируемых на линзу.

## Реализация идеи
Прибор разрабатывается в виде контактной линзы, снабжённой миниатюрными электронными дополнениями. Они включают датчик-измеритель, которого достигает капля слезы через отверстие в линзе, и соединённый с ним беспроводной микрочип. Датчики размещаются между двумя слоями мягкого материала линзы. Электронные компоненты располагаются ближе к краю линзы, чем к её центры и практически не затрагивают оптической зоны — зрачка и радужной оболочки. Внутри линзы находится передающая радиоантенна толщиной меньше человеческого волоса, с помощью которой результаты измерений попадут на беспроводной приемник. Электропитание и передача сигнала будут осуществляться по беспроводной технологии радиочастотной идентификации (RFID)
. Упоминалось рассмотрение возможности снабжения линз светодиодной сигнализацией владельцу превышения верхних или нижних пороговых значений уровня глюкозы, но трудность здесь состоит в присутствии в светодиодах токсичного мышьяка.
Функционирование системы при сильном ветре и повышенном слезоотделении считается пока не изученным.Тестируемые прототипы снимают показания один раз в секунду.